# Phliasie
 (mars 2021).
Phliasie (en grec ancien Φλιασία / Phliasía) est un petit État du Péloponnèse, au sud de la Sicyonie, à l'ouest de la Corinthie. Elle renfermait, outre le territoire de Phlionte, celui de la ville de Titanè[réf. nécessaire].

## Source
Cet article comprend des extraits du Dictionnaire Bouillet. Il est possible de supprimer cette indication, si le texte reflète le savoir actuel sur ce thème, si les sources sont citées, s'il satisfait aux exigences linguistiques actuelles et s'il ne contient pas de propos qui vont à l'encontre des règles de neutralité de Wikipédia.